# Tore Stjerna
Tore Gunnar Stjerna (* 18. August 1976), auch bekannt unter seinem Künstlernamen Necromorbus, ist ein schwedischer Musiker und Musikproduzent.

## Leben
Stjerna gründete sein Soloprojekt Necromorbus im Jahr 1993, mit dem er zwei Demoaufnahmen veröffentlichte. Danach spielte er diverse Instrumente, darunter Schlagzeug und Keyboard, bei verschiedenen schwedischen Bands wie Into Desolation, Zavorash (unter dem Pseudonym I. Hate), Armagedda und Blackwitch. Um die Jahrtausendwende war er als Schlagzeuger Mitglied der Bands In Aeternum, Corpus Christii und Funeral Mist, sowie unter dem Pseudonym Shiva in der Band Ofermod aktiv. Zu Beginn der 2000er-Jahre spielte er E-Bass bei Live-Auftritten der Black-Metal-Band Watain. Seit 2003 veröffentlichte er mit seinem Soloprojekt Chaos Omen zwei EPs und ist seit 2007 als Sänger, Gitarrist und Bassist Mitglied der Stockholmer Death-/Doom-Metal-Band Nex, mit der er das Album Zero veröffentlichte.
Er betreibt auch das Plattenlabel Next Horizon Records, auf dem Veröffentlichungen der Bands Nex, Orcivus und Ondskapt erschienen.

### Diskografie als Musiker (Auswahl)
- 1998: Funeral Mist – Devilry (Schlagzeug)
- 2001: Watain – The Ritual Macabre (Bass)
- 2003: Corpus Christii – Tormented Belief (Schlagzeug)
- 2003: Funeral Mist – Salvation (Schlagzeug)
- 2003: In Aeternum – Nuclear Armageddon (Schlagzeug)
- 2003: Svartsyn – Destruction of Man (Ausklang des Lieds Towards Chaos)
- 2004: Chaos Omen – Life Be Gone (Gesang, alle Instrumente)
- 2005: Ofermod – Mystérion tés anomias (Wiederveröffentlichung, Schlagzeug bei den Bonustiteln)
- 2005: Averse Sefira – Tetragrammatical Astygmata (Gastgesang)
- 2006: Chaos Omen – Let Clarity Succumb (Gesang, alle Instrumente)
- 2006: Zavorash – N.A.S.D. (Schlagzeug, Gitarre, Komposition, Sampler)
- 2007: Nex – Zero (Gesang, Gitarre, Bass)
- 2009: Bergraven – Till makabert väsen (Gesang)
- 2009: Nominon – Omen (Text zu Omen)
- 2010: Nominon – Monumentomb (Gastgesang)

## Necromorbus Studio
Stjerna ist außerdem Gründer und gemeinsam mit Sverker Widgren Inhaber des Tonstudios Necromorbus Studio in Alvik. Dort produziert er hauptsächlich Musikalben von Bands aus dem Death- und Black-Metal-Bereich. Darüber hinaus ist er auch in den Bereichen Abmischung und Mastering tätig.

### Diskografie als Produzent (Auswahl)
- 1998: Funeral Mist – Devilry (EP)
- 1998: Malign – Fireborn (7”)
- 1999: Watain – The Essence of Black Purity (EP)
- 2000: Funeral Mist – Salvation
- 2000: Watain – Rabid Death’s Curse
- 2002: Malign – Divine Facing (EP)
- 2003: In Battle – Soul Metamorphosis
- 2003: Watain – Casus Luciferi
- 2004: Armagedda – Ond spiritism
- 2005: Mörk Gryning – Mörk Gryning
- 2005: Zarathustra – Contempt (EP)
- 2005: Ondskapt – Dödens evangelium
- 2006: Demonical – Bloodspell Divine
- 2006: Repugnant – Epitome of Darkness (nur Abmischung und Mastering)
- 2006: Merrimack – Of Entropy and Life Denial
- 2006: Setherial – Death Triumphant
- 2006: Zarathustra – In hora mortis
- 2007: Demonical – Servants of the Unlight
- 2007: Watain – Sworn to the Dark
- 2008: Deströyer 666 – Defiance
- 2008: Averse Sefira – Advent Parallax
- 2009: Demonical – Hellsworn
- 2009: Razor of Occam – Homage to Martyrs
- 2009: Tribulation – The Horror (nur Abmischung und Mastering)
- 2009: Unanimated – In the Light of Darkness
- 2010: Desultory – Counting Our Scars
- 2010: Watain – Lawless Darkness
- 2011: Portrait – Crimen laesae majestatis divinae
- 2013: Watain – The Wild Hunt